# Atoposmia triodonta
Atoposmia triodonta is een vliesvleugelig insect uit de familie Megachilidae. De wetenschappelijke naam van de soort is voor het eerst geldig gepubliceerd in 1935 door Theodore Dru Alison Cockerell. Deze soort komt voor in Californië (typelocatie Mount Diablo).